# 韋謙恆
韋謙恒（1715年—1792年），字慎旃，號約軒，安徽蕪湖人。清朝政治人物。

## 生平
韋謙恒為乾隆二十八年（1763年）一甲第三名進士（探花），授翰林院編修。曾任貴州布政使，署巡撫。復降為編修。官至鴻臚寺少卿。著有《传經堂詩抄》等。